# Fleischklößchen

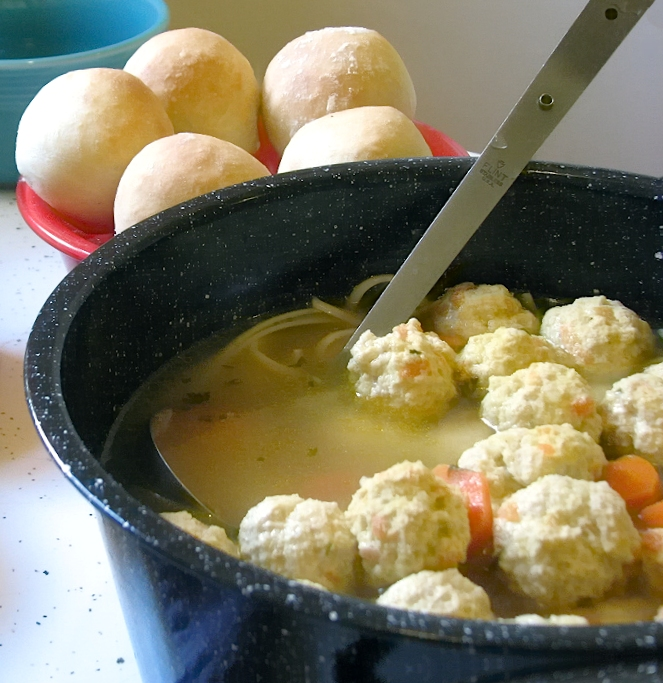
Hochzeitssuppe mit Fleischklößchen aus Putenhackfleisch

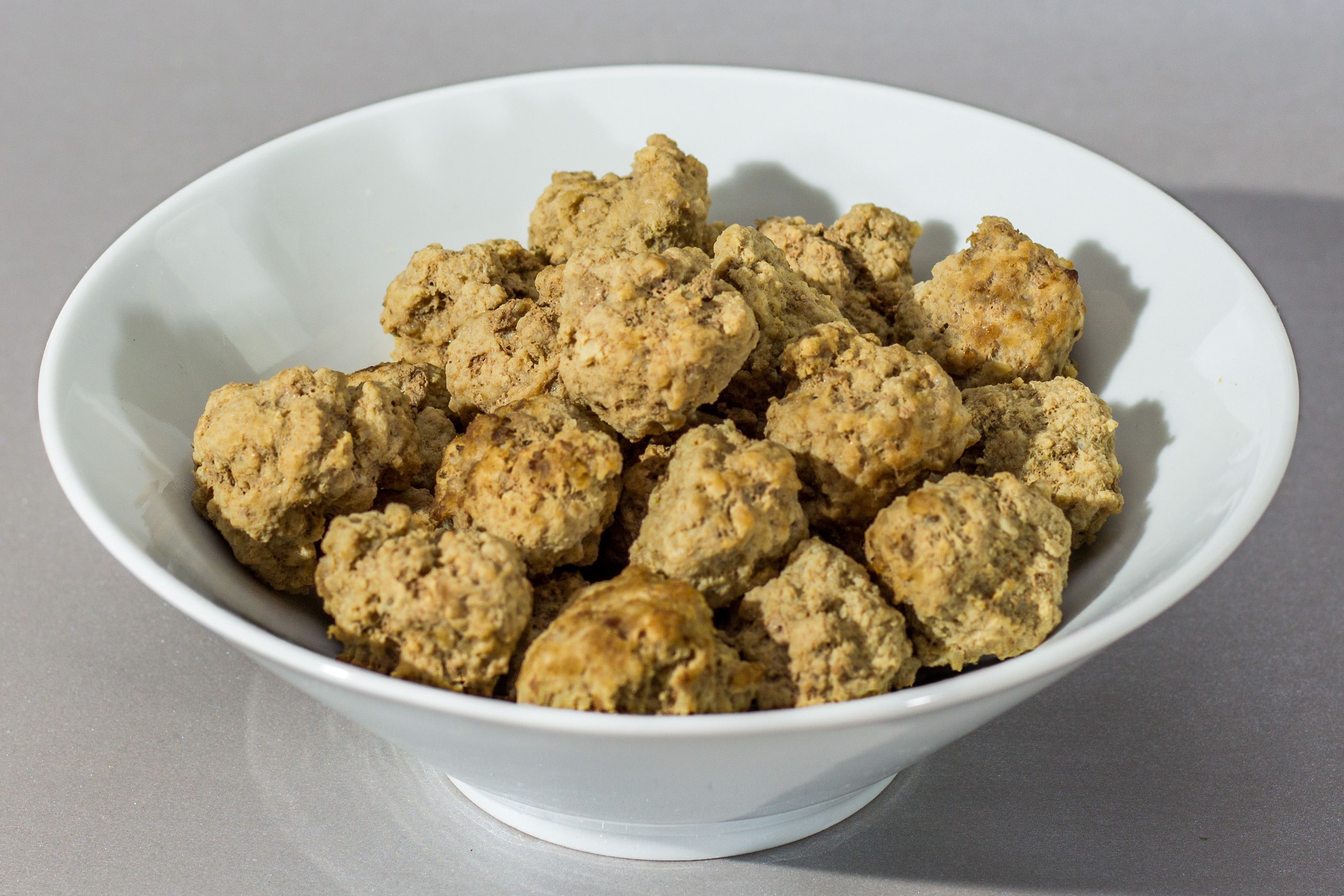
Fleischklößchen aus Rindfleisch

Fleischklößchen, auch Fleischbällchen genannt, sind kleine Klöße aus Hackfleisch, die meist als Einlage für Suppen und Saucen verwendet werden.
Zur Zubereitung wird besonders feines Hackfleisch mit Sahne, Ei und Paniermehl sowie Gewürzen zu einer Masse verarbeitet und mithilfe eines Teelöffels zu Klößchen geformt, die anschließend in der Suppe oder in Fleischbrühe garziehen oder nach dem Anbraten in Sauce geschmort werden.
Eine Variante stellen die sogenannten Balken (niederdeutsch für „Bällchen“) dar, die aus gemischtem Hackfleisch von Schwein und Rind oder aus reinem Rinderhack mit geriebener Muskatnuss zubereitet werden. Sie gehören zur Hadler Hochzeitssuppe (auch Balkensuppe genannt). Gelegentlich werden auch kleinere Frikadellen „Fleischklößchen“ genannt, die auch auf der Grundlage von Brät hergestellt sein können. In diesem Fall werden sie oft in der Soße zubereitet (geschmort). Die schwedische Variante heißt Köttbullar.
In Russland werden Fleischklößchen ebenfalls als Einlage in der Suppe serviert und heißen dabei Frikadelki (russisch фрикадельки), während eine Frikadelle Kotleta (котлета) genannt wird.